# بن‌بست فرگشتی

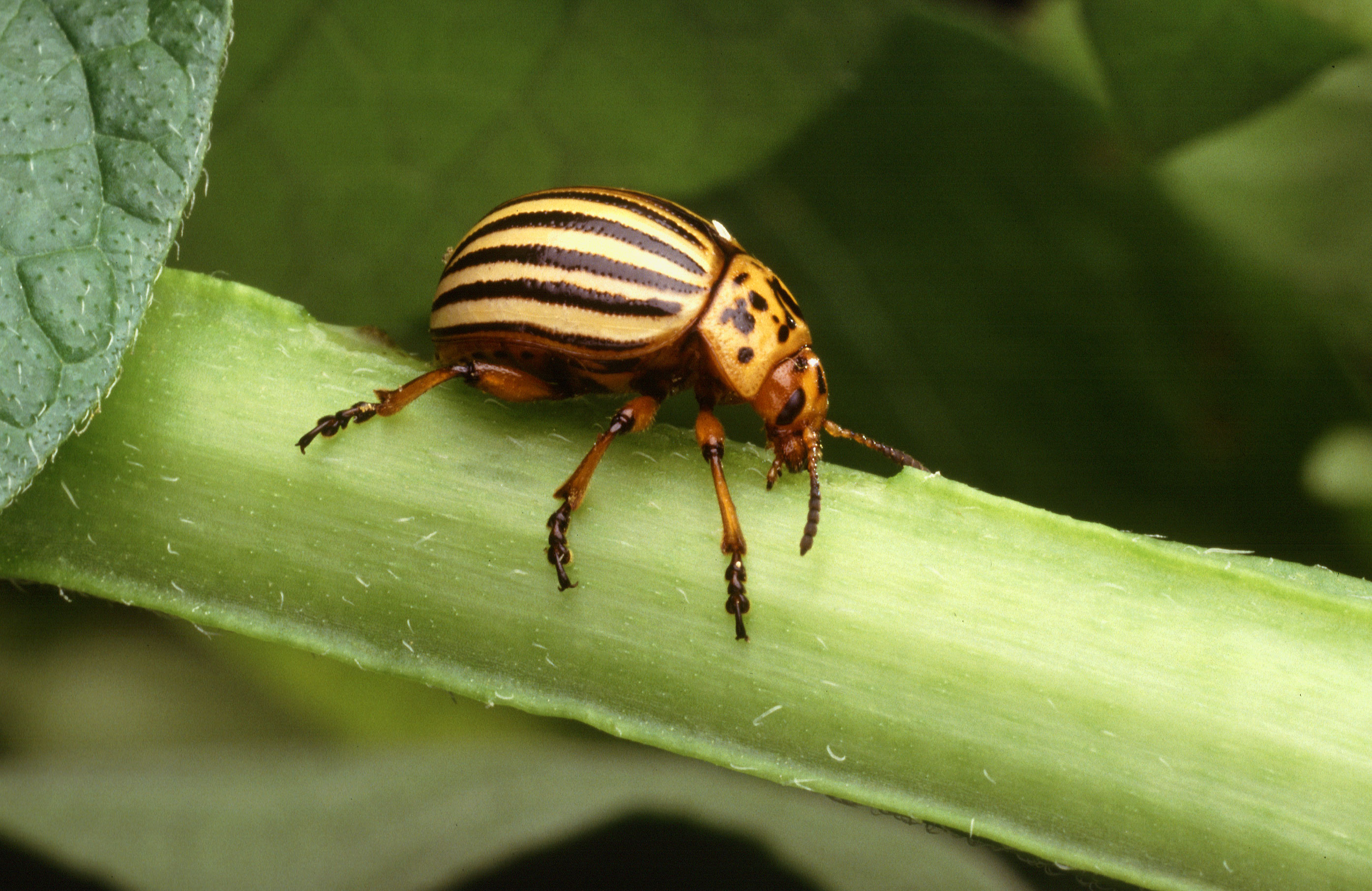
سوسک سیب‌زمینی کلرادو به راحتی سیب‌زمینی، یک خویشاوند معرفی‌شده از میزبان‌های اصلی خود بادنجان (سرده) را در نتیجه تناسب اکولوژیکی خود می‌بلعد.

بن‌بست فرگشتی یا تناسب بوم شناختی یا تناسب زیست‌محیطی (انگلیسی: Ecological fitting)، «فرآیندی است که طی آن موجودات زنده در محیط‌های جدید مستعمره می‌شوند و در محیط‌های جدید باقی می‌مانند، از منابع جدید استفاده می‌کنند یا با گونه‌های دیگر در نتیجه مجموعه‌ای از ویژگی‌هایی که در زمان مواجهه با شرایط جدید دارند، ارتباطات جدیدی ایجاد می‌کنند» می‌توان آن را وضعیتی دانست که در آن به نظر می‌رسد تعامل یک گونه با محیط اکوسیستم و اجزای غیرزنده خود نشان دهنده سابقه هم‌فرگشتی است، زمانی که در واقع صفات مربوط در پاسخ به مجموعه متفاوتی از شرایط زیستی و غیرزیستی تکامل یافتند.